# Bomarea
Bomarea é um género botânico pertencente à família Alstroemeriaceae.